# Liste der Kulturdenkmäler in Darstein
In der Liste der Kulturdenkmäler in Darstein sind alle Kulturdenkmäler der rheinland-pfälzischen Ortsgemeinde Darstein aufgeführt. Grundlage ist die Denkmalliste des Landes Rheinland-Pfalz (Stand: 31. August 2023).

## Einzeldenkmäler
| Bezeichnung | Lage                  | Baujahr                            | Beschreibung                                                                                        | Bild            |
| ----------- | --------------------- | ---------------------------------- | --------------------------------------------------------------------------------------------------- | --------------- |
| Wohnhaus    | Am Kochelstein 1 Lage |                                    | Fachwerkhaus, Krüppelwalmdach                                                                       | Fotos hochladen |
| Quereinhaus | Am Kochelstein 4 Lage | 18. Jahrhundert                    | gestelztes Fachwerk-Quereinhaus, teilweise massiv, 18. Jahrhundert                                  | Fotos hochladen |
| Wohnhaus    | Bergstraße 7 Lage     | um 1800                            | eingeschossiges Fachwerkhaus, wohl um 1800                                                          | Fotos hochladen |
| Wohnhaus    | Hauptstraße 7 Lage    | 19. Jahrhundert                    | Fachwerkhaus, 19. Jahrhundert                                                                       | Fotos hochladen |
| Wohnhaus    | Hauptstraße 9 Lage    | 18. und 19. Jahrhundert            | eingeschossiges Fachwerkhaus, teilweise massiv, 18. und 19. Jahrhundert                             | Fotos hochladen |
| Wohnhaus    | Hauptstraße 10 Lage   | erste Hälfte des 19. Jahrhunderts  | Unterstallhaus, erste Hälfte des 19. Jahrhunderts                                                   | Fotos hochladen |
| Hofanlage   | Hauptstraße 13 Lage   | zweite Hälfte des 18. Jahrhunderts | eingeschossiger Streckhof; Fachwerkhaus, Wirtschaftsteil massiv, zweite Hälfte des 18. Jahrhunderts | Fotos hochladen |
| Wohnhaus    | Hauptstraße 14 Lage   |                                    | Fachwerkhaus                                                                                        | Fotos hochladen |
| Wohnhaus    | Hauptstraße 20 Lage   | zweite Hälfte des 18. Jahrhunderts | Fachwerkhaus, teilweise massiv, zweite Hälfte des 18. Jahrhunderts                                  | Fotos hochladen |
| Wohnhaus    | Hauptstraße 22 Lage   | zweite Hälfte des 18. Jahrhunderts | Unterstallhaus; Fachwerkbau, teilweise massiv, zweite Hälfte des 18. Jahrhunderts                   | Fotos hochladen |